# Adolf Müller (lottatore)
Adolf Müller (11 aprile 1914 – 7 luglio 2005) è stato un lottatore svizzero, specializzato nella lotta libera, vincitore della medaglia di bronzo ai Giochi olimpici di Londra 1948 nei pesi piuma.
Nella stessa edizione partecipò anche nei pesi piuma della lotta greco-romana, ma venne squalificato per non aver superato le verifiche di peso.

## Palmarès
- Giochi olimpici

Londra 1948: bronzo nei pesi piuma.